# Euophrys
Genre
Euophrys est un genre d'araignées aranéomorphes de la famille des Salticidae.

## Distribution
Les espèces de ce genre se rencontrent sur tous les continents sauf aux pôles.

## Liste des espèces
Selon World Spider Catalog (version 24.5, 27/11/2023) :
- Euophrys acripes (Simon, 1871)
- Euophrys alabardata Caporiacco, 1947
- Euophrys albimana Denis, 1937
- Euophrys altera (Simon, 1868)
- Euophrys alticola Denis, 1955
- Euophrys arenaria (Urquhart, 1888)
- Euophrys arnograbollei Schäfer, 2022
- Euophrys astuta (Simon, 1871)
- Euophrys baliola (Simon, 1871)
- Euophrys banksi Roewer, 1951
- Euophrys bifida Wesołowska, Azarkina & Russell-Smith, 2014
- Euophrys bifoveolata Tullgren, 1905
- Euophrys canariensis Denis, 1941
- Euophrys capicola Simon, 1901
- Euophrys catherinae Prószyński, 2000
- Euophrys cochlea Wesołowska, Azarkina & Russell-Smith, 2014
- Euophrys concolorata Roewer, 1951
- Euophrys convergentis Strand, 1906
- Euophrys crux Taczanowski, 1878
- Euophrys declivis Karsch, 1879
- Euophrys dhaulagirica Żabka, 1980
- Euophrys difficilis (Simon, 1868)
- Euophrys elizabethae Wesołowska, Azarkina & Russell-Smith, 2014
- Euophrys evae Żabka, 1981
- Euophrys everestensis Wanless, 1975
- Euophrys falciger Wesołowska, Azarkina & Russell-Smith, 2014
- Euophrys ferrumequinum Taczanowski, 1878
- Euophrys flavoatra (Grube, 1861)
- Euophrys friedmani Marusik, 2019
- Euophrys frontalis (Walckenaer, 1802)
- Euophrys fucata (Simon, 1868)
- Euophrys gambosa (Simon, 1868)
- Euophrys gracilis Wesołowska, Azarkina & Russell-Smith, 2014
- Euophrys granulata Denis, 1947
- Euophrys griswoldi Wesołowska, Azarkina & Russell-Smith, 2014
- Euophrys heliophaniformis Dönitz & Strand, 1906
- Euophrys herbigrada (Simon, 1871)
- Euophrys innotata (Simon, 1868)
- Euophrys kataokai Ikeda, 1996
- Euophrys kawkaban Wesołowska & van Harten, 2007
- Euophrys kirghizica Logunov, 1997
- Euophrys leipoldti Peckham & Peckham, 1903
- Euophrys leucopalpis Taczanowski, 1878
- Euophrys leucostigma C. L. Koch, 1846
- Euophrys limpopo Wesołowska, Azarkina & Russell-Smith, 2014
- Euophrys lunata Bertkau, 1880
- Euophrys luteolineata (Simon, 1871)
- Euophrys manicata (Simon, 1871)
- Euophrys marmarica Caporiacco, 1928
- Euophrys marusiki Wunderlich, 2023
- Euophrys maseruensis Wesołowska, Azarkina & Russell-Smith, 2014
- Euophrys maura Taczanowski, 1878
- Euophrys megastyla Caporiacco, 1949
- Euophrys melanoleuca Mello-Leitão, 1944
- Euophrys menemerella Strand, 1909
- Euophrys meridionalis Wesołowska, Azarkina & Russell-Smith, 2014
- Euophrys miranda Wesołowska, Azarkina & Russell-Smith, 2014
- Euophrys monadnock Emerton, 1891
- Euophrys namulinensis Hu, 2001
- Euophrys nana Wesołowska, Azarkina & Russell-Smith, 2014
- Euophrys nanchonensis Taczanowski, 1878
- Euophrys nearctica Kaston, 1938
- Euophrys nepalica Żabka, 1980
- Euophrys newtoni Peckham & Peckham, 1896
- Euophrys nigripalpis Simon, 1937
- Euophrys nigritarsis (Simon, 1868)
- Euophrys nigromaculata (Lucas, 1846)
- Euophrys omnisuperstes Wanless, 1975
- Euophrys patellaris Denis, 1957
- Euophrys pelzelni Taczanowski, 1878
- Euophrys peruviana Taczanowski, 1878
- Euophrys pexa Simon, 1937
- Euophrys proszynskii Logunov, Cutler & Marusik, 1993
- Euophrys pseudogambosa Strand, 1915
- Euophrys pulchella Peckham & Peckham, 1894
- Euophrys purcelli Peckham & Peckham, 1903
- Euophrys quadricolor Taczanowski, 1878
- Euophrys quadripunctata (Lucas, 1846)
- Euophrys recta Wesołowska, Azarkina & Russell-Smith, 2014
- Euophrys rufibarbis (Simon, 1868)
- Euophrys rufimana (Simon, 1875)
- Euophrys sanctimatei Taczanowski, 1878
- Euophrys sedula (Simon, 1875)
- Euophrys semirufa Simon, 1884
- Euophrys sima Chamberlin, 1916
- Euophrys sinapicolor Taczanowski, 1878
- Euophrys subtilis Wesołowska, Azarkina & Russell-Smith, 2014
- Euophrys sulphurea (L. Koch, 1867)
- Euophrys taiwanus Chen, Lin & Ueng, 2021
- Euophrys terrestris (Simon, 1871)
- Euophrys testaceozonata Caporiacco, 1922
- Euophrys turkmenica Logunov, 1997
- Euophrys uphami (Peckham & Peckham, 1903)
- Euophrys uralensis Logunov, Cutler & Marusik, 1993
- Euophrys valens Bösenberg & Lenz, 1895
- Euophrys wenxianensis Yang & Tang, 1997
- Euophrys ysobolii Peckham & Peckham, 1896
- Euophrys yulungensis Żabka, 1980

Selon World Spider Catalog (version 23.5, 2023) :
- † Euophrys randeckensis Schawaller & Ono, 1979

## Systématique et taxinomie
Ce genre a été décrit par C. L. Koch en 1834.

## Publication originale
- C. L. Koch, 1834 : « Arachniden. » Deutschlands Insekten, Heft 122-127 (texte intégral).